# Giorgio Ludovico di Holstein-Gottorp
Giorgio Ludovico di Holstein-Gottorp, (tedesco: Georg Ludwig von Holstein-Gottorp) (Amburgo, 16 marzo 1719 – Kiel, 7 settembre 1763), fu un feldmaresciallo russo.

## Biografia
Giorgio Ludovico era il dodicesimo figlio di Cristiano Augusto, duca di Holstein-Gottorp (1673 - 1726) e di sua moglie Albertina Federica (1682 - 1755), figlia di Federico VII, margravio di Baden-Durlach. Era un parente di Pietro III e di sua moglie Caterina II, della quale era zio.

### Matrimonio
Il 1º gennaio 1750 nel castello Prekelvits, nella Prussia orientale, sposò Sofia Carlotta di Schleswig-Holstein-Sonderburg-Beck (31 dicembre 1722 - 7 agosto 1763), figlia di Federico Guglielmo II.
Ebbero tre figli:
- principe Federico (20 luglio 1751 - 10 agosto 1752);
- principe Guglielmo (18 gennaio 1753 - 14 luglio 1774);
- Pietro Federico Ludovico (17 gennaio 1755 - 21 maggio 1829), Granduca di Oldenburg.

### Carriera militare

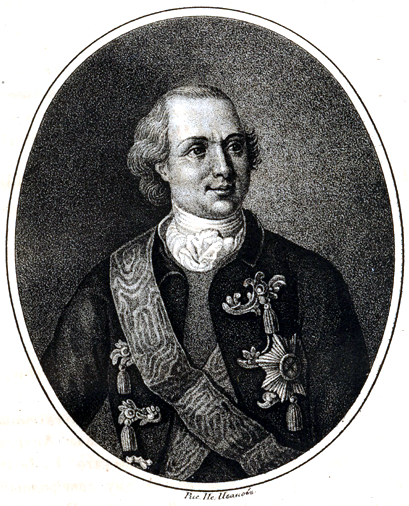
Giorgio Ludovico di Holstein-Gottorp, in uniforme.

Con l'aiuto del suo pronipote - poi l'erede al trono dell'impero russo - il Granduca Pietro Fedorovich - ricevette il 15 luglio 1744, dalla zarina Elisabetta, l'Ordine di S. Andrea e l'Ordine di Alexander Nevsky.
Fino al 1760 prestò servizio nell'esercito prussiano, fu promosso a generale di divisione e ricevette l'norificenza dell'Ordine dell'Aquila nera. Il principe Giorgio Ludovico consegnò diverse volte al re Federico II la petizione per il licenziamento dal servizio, ma il re lo tenne con sé come ostaggio. 
A metà del 1761 il principe Federico finalmente ricevette il permesso di tornare a Holstein, dove la salute dell'imperatrice Elisabetta peggiorava e ogni mese aveva delle convulsioni. Immediatamente dopo la successione di Pietro III, venne inviato a Kiel come aiutante colonnello in Russia.
Mentre il principe era in viaggio, l'imperatore lo nominò governatore generale dell'Holstein, con uno stipendio di 20.000 rubli all'anno, primo membro del Consiglio e il titolo SAR.

### In Russia
Arrivati a San Pietroburgo il 21 marzo 1762 con la moglie e accompagnato dai consiglieri dell'Holstein. Dal confine venne accolto con bandiere e salutato con dei colpi di cannone. Il 21 febbraio a San Pietroburgo fu nominato maresciallo dell'esercito russo.
Il principe è stato uno dei pochi che sono rimasti fedeli a Pietro III durante il colpo di Stato del 28 giugno 1762. Poi cercò di scappare, ma venne trovato e arrestato. 
Ben presto Giorgio Ludovico fu rilasciato e, successivamente, venne nominato amministratore dell'Holstein.

### Morte
Il 30 luglio 1762 il principe ritornò a Holstein, dove un anno dopo rimase vedovo, e verso la fine del 1763 morì.

## Ascendenza
|                                       |                              |                                                        | Genitori                                              |  |  | Nonni |  |  | Bisnonni                         |  |  | Trisnonni                           |  |
|                                       |                              |                                                        |                                                       |  |  |       |  |  | Federico III di Holstein-Gottorp |  |  | Giovanni Adolfo di Holstein-Gottorp |  |
|                                       |                              |                                                        |                                                       |  |  |       |  |  | Federico III di Holstein-Gottorp |  |  | Giovanni Adolfo di Holstein-Gottorp |  |
|                                       |                              | Augusta di Danimarca                                   |                                                       |  |  |       |  |  | Federico III di Holstein-Gottorp |  |  |                                     |  |
| Cristiano Alberto di Holstein-Gottorp |                              |                                                        |                                                       |  |  |       |  |  | Federico III di Holstein-Gottorp |  |  |                                     |  |
|                                       |                              | Maria Elisabetta di Sassonia                           | Giovanni Giorgio I di Sassonia                        |  |  |       |  |  |                                  |  |  |                                     |  |
|                                       |                              | Maria Elisabetta di Sassonia                           | Giovanni Giorgio I di Sassonia                        |  |  |       |  |  |                                  |  |  |                                     |  |
|                                       |                              | Maria Elisabetta di Sassonia                           | Maddalena Sibilla di Hohenzollern                     |  |  |       |  |  |                                  |  |  |                                     |  |
| Cristiano Augusto di Holstein-Gottorp |                              | Maria Elisabetta di Sassonia                           |                                                       |  |  |       |  |  |                                  |  |  |                                     |  |
|                                       |                              | Federico III di Danimarca                              | Cristiano IV di Danimarca                             |  |  |       |  |  |                                  |  |  |                                     |  |
|                                       |                              | Federico III di Danimarca                              | Cristiano IV di Danimarca                             |  |  |       |  |  |                                  |  |  |                                     |  |
|                                       |                              | Federico III di Danimarca                              | Anna Caterina del Brandeburgo                         |  |  |       |  |  |                                  |  |  |                                     |  |
| Federica Amalia di Danimarca          |                              | Federico III di Danimarca                              |                                                       |  |  |       |  |  |                                  |  |  |                                     |  |
|                                       |                              | Sofia Amelia di Brunswick-Lüneburg                     | Giorgio di Brunswick-Lüneburg                         |  |  |       |  |  |                                  |  |  |                                     |  |
|                                       |                              | Sofia Amelia di Brunswick-Lüneburg                     | Giorgio di Brunswick-Lüneburg                         |  |  |       |  |  |                                  |  |  |                                     |  |
|                                       |                              | Sofia Amelia di Brunswick-Lüneburg                     | Anna Eleonora di Assia-Darmstadt                      |  |  |       |  |  |                                  |  |  |                                     |  |
| Giorgio Ludovico di Holstein-Gottorp  |                              | Sofia Amelia di Brunswick-Lüneburg                     |                                                       |  |  |       |  |  |                                  |  |  |                                     |  |
|                                       | Federico VI di Baden-Durlach | Federico V di Baden-Durlach                            |                                                       |  |  |       |  |  |                                  |  |  |                                     |  |
|                                       | Federico VI di Baden-Durlach | Federico V di Baden-Durlach                            |                                                       |  |  |       |  |  |                                  |  |  |                                     |  |
|                                       | Federico VI di Baden-Durlach | Barbara di Württemberg                                 |                                                       |  |  |       |  |  |                                  |  |  |                                     |  |
| Federico VII di Baden-Durlach         | Federico VI di Baden-Durlach |                                                        |                                                       |  |  |       |  |  |                                  |  |  |                                     |  |
|                                       |                              | Cristina Maddalena del Palatinato-Zweibrücken-Kleeburg | Giovanni Casimiro del Palatinato-Zweibrücken-Kleeburg |  |  |       |  |  |                                  |  |  |                                     |  |
|                                       |                              | Cristina Maddalena del Palatinato-Zweibrücken-Kleeburg | Giovanni Casimiro del Palatinato-Zweibrücken-Kleeburg |  |  |       |  |  |                                  |  |  |                                     |  |
|                                       |                              | Cristina Maddalena del Palatinato-Zweibrücken-Kleeburg | Caterina di Svezia                                    |  |  |       |  |  |                                  |  |  |                                     |  |
| Albertina Federica di Baden-Durlach   |                              | Cristina Maddalena del Palatinato-Zweibrücken-Kleeburg |                                                       |  |  |       |  |  |                                  |  |  |                                     |  |
|                                       |                              | Federico III di Holstein-Gottorp                       | Giovanni Adolfo di Holstein-Gottorp                   |  |  |       |  |  |                                  |  |  |                                     |  |
|                                       |                              | Federico III di Holstein-Gottorp                       | Giovanni Adolfo di Holstein-Gottorp                   |  |  |       |  |  |                                  |  |  |                                     |  |
|                                       |                              | Federico III di Holstein-Gottorp                       | Augusta di Danimarca                                  |  |  |       |  |  |                                  |  |  |                                     |  |
| Augusta Maria di Holstein-Gottorp     |                              | Federico III di Holstein-Gottorp                       |                                                       |  |  |       |  |  |                                  |  |  |                                     |  |
|                                       |                              | Maria Elisabetta di Sassonia                           | Giovanni Giorgio I di Sassonia                        |  |  |       |  |  |                                  |  |  |                                     |  |
|                                       |                              | Maria Elisabetta di Sassonia                           | Giovanni Giorgio I di Sassonia                        |  |  |       |  |  |                                  |  |  |                                     |  |
|                                       |                              | Maria Elisabetta di Sassonia                           | Maddalena Sibilla di Hohenzollern                     |  |  |       |  |  |                                  |  |  |                                     |  |
|                                       |                              | Maria Elisabetta di Sassonia                           |                                                       |  |  |       |  |  |                                  |  |  |                                     |  |